# بوريس دياو
بوريس دياو (بالفرنسية: Boris Diaw)‏ مواليد 16 أبريل 1982، هو لاعب كرة سلة فرنسي يلعب مع فريق سان أنطونيو سبرز في الرابطة الوطنية لكرة السلة ويحمل الرقم 33. يبلغ طوله 6 قدم 8 بوصة (2.0 م).

## فرق لعب لها
- أتلانتا هوكس
- فينيكس صنز
- شارلوت هورنتس
- سان أنطونيو سبرز

## الميداليات
| الميدالية | المسابقة                         |
| --------- | -------------------------------- |
| برونزية   | بطولة كأس العالم لكرة السلة 2014 |
| ذهبية     | بطولة أمم أوروبا لكرة السلة 2013 |
| فضية      | بطولة أمم أوروبا لكرة السلة 2011 |

## روابط خارجية
- بوريس دياو على موقع الاتحاد الدولي لكرة السلة (الإنجليزية)
- بوريس دياو على موقع الدوري الأوروبي لكرة السلة (الإنجليزية)
- بوريس دياو على موقع إن بي أي (الإنجليزية)
- بوريس دياو على موقع سبورتس رفرنس (الإنجليزية)
- بوريس دياو على موقع كرة السلة الأوروبية.كوم (الإنجليزية)
- بوريس دياو على موقع DraftExpress.com (الإنجليزية)
- بوريس دياو على موقع إي إس بي إن.كوم (الإنجليزية)
- بوريس دياو على موقع ريلجم (الإنجليزية)
- بوريس دياو على موقع بروبوليرز (الإنجليزية)
- بوريس دياو على موقع سبورتس رفرنس (الإنجليزية)